# Glött (Altenmarkt an der Alz)
Glött ist ein Gemeindeteil von Altenmarkt an der Alz im oberbayerischen Landkreis Traunstein. Die Einöde befindet sich circa zwei Kilometer nördlich von Altenmarkt etwas oberhalb eines kurzen Seitentals zum Alztal und ist über dieses auf der Bundesstraße 299  zu erreichen.

## Bevölkerungsentwicklung
| Jahr      | 1925 | 1950 | 1970 | 1987 |
| Einwohner | 12   | 20   | 14   | 11   |

## Baudenkmäler
Siehe auch: Liste der Baudenkmäler in Glött
- Bildstock, 17./18. Jahrhundert
- Bildstock aus dem Jahr 1675